# Мискет пловдивски
Мискет пловдивски е бял десертен сорт грозде. Селектиран е във ВСИ „Васил коларов“ – гр. Пловдив, чрез кръстосването на кръстоската (Чауш х Марсилско ранно) със сорта Италия.
Ранен сорт, узрава през август. Устойчив е на напукване и гниене. Неустойчив към ниски температури, гъбични заболявания и филоксера.
Гроздът е средно голям, до голям (300 – 440 г.), коничен, крилат, средноплътен или рехав. Зърната са едри (4,4 г.), продълговати, жълто-зелени или кехлибарени, твърди и хрупкави и фин мискетов аромат.
Използва за консумация в прясно състояние и за експорт. Издръжлив на съхранение и транспорт.